# Administracja sił zbrojnych (II RP)
Administracja sił zbrojnych (II RP) – instytucja powołana do zaspokajania potrzeb materialnych Wojska Polskiego II RP.
Zadaniem administracji sił zbrojnych II RP było zaspokajanie wszystkich możliwych potrzeb materialnych wojska. Sprawami ogólnymi administracji przemysłu wojennego oraz zakupów zajmowało się w Ministerstwie Spraw Wojskowych – Szefostwo Administracji.

## Podległe służby
- Służba uzbrojenia – zaopatrzenie sił zbrojnych we wszelkiego rodzaju broń, amunicję, środki gazowe, sprzęt uzbrojenia i środki ich konserwacji.
- Służba intendentury – zaopatrzenie sił zbrojnych w artykuły żywnościowe, umundurowanie, wyekwipowanie, sprzęt gospodarczy i koszarowy, światło, opał, artykuły kancelaryjne i graficzne, w należności pieniężne oraz administrowanie kredytami służb,
- Służba zdrowia – zaopatrzenie sił zbrojnych w sprzęt szpitalny, leki i przybory lekarskie z dziedziny medycyny.
- Służba weterynaryjna – zaopatrzenie sił zbrojnych w sprzęt weterynaryjny, leki i przybory z dziedziny weterynarii.
- Służba inżynieryjno-saperska – zaopatrzenie sił zbrojnych w sprzęt inżynieryjny i saperski, przeprowadzanie fortyfikowań i umocnień, budowa wojskowych dróg kołowych i wodnych, mostów drogowych, zabezpieczenie budowli, terenów i instalacji na potrzeby sił zbrojnych.
- Służba komunikacyjna – zapewnenie szeroko pojętej komunikacji dla celów wojskowych. Działalność wojskowych komisarzy komunikacyjnych koordynował Wydział IV Komunikacyjny Sztabu Generalnego. Na wojskową służbę komunikacyjną składały się:
  - Służba kolejowa – zaopatrzenie sił zbrojnych w specjalistyczne materiały kolejowe, instalacja urządzeń kolejowych dla specjalnych celów wojskowych.
  - Służba żeglugi śródlądowej – żegluga i spław na całej sieci dróg wodnych – rzekach, kanałach, jeziorach i wszystkich wodach wewnętrznych..
  - Służba drogowa:
    - Służba samochodowa – zaopatrzenie sił zbrojnych w samochody i w sprzęt samochodowy oraz w materiały pędne i smary.
    - Służba taborowa – zaopatrzenie sił zbrojnych w uprząż i siodła, wozy, urządzenia oraz wszelkiego rodzaju materiał taborowy.

  - Służba łączności – zaopatrzenie sił zbrojnych w urządzenia i sprzęt telegraficzny, telefoniczny, radiotelegraficzny, radiowy i inny, służący do celów łączności.
  - Służba lotnictwa – zaopatrzenie sił zbrojnych we wszelkie przyrządy i materiały z dziedziny lotnictwa.
- Służba duszpasterska – zaspokajanie potrzeb religijnych sił zbrojnych.
- Służba sprawiedliwości – wymiar sprawiedliwości, udzielanie pomocy prawnej, oraz kierownictwo więziennictwa wojskowego.
- Służba geograficzna – prace z zakresu geografii.
- Służba remontu – zaopatrzenie Wojska Polskiego II RP w młode konie.

## Administracja centralna
Szefem administracji siły zbrojnej był minister spraw wojskowych. Ze względu na terytorialną decentralizację administracji, uprawnienia administracyjne posiadali dowódcy okręgów korpusów, kredyty budżetowe podlegały bezpośrednio szefom poszczególnych służb okręgów korpusów.

## Okręgi administracyjne
Każdy okręg korpusu był jednocześnie okręgiem administracyjnym, w odniesieniu do wszystkich formacji wojskowych, dyslokowanych na jego obszarze. Wyjątek stanowiły  centralne (specjalne) instytucje wojskowe, przeznaczone do zapewnienia ogólnej obrony kraju lub do zaopatrzenia ogólnych potrzeb armii. Szefem administracji wojskowej w danym okręgu korpusu, jako okręgu administracyjnym, odpowiedzialnym przed ministrem spraw wojskowych był Dowódca Okręgu Korpusu.
Obowiązki Dowódcy Okręgu Korpusu:
- przewidywanie i zgłaszanie Ministrowi Spraw Wojskowych, we właściwym czasie, potrzeb wojsk, znajdujących się na obszarze okręgu korpusu;
- wydawanie (w miarę potrzeb) rozkazów o zaopatrzeniu, względnie o rozdziale zaopatrzenia, stosownie do potrzeb i źródeł, w myśl odpowiednich regulaminów i przepisów, w granicach dotacji, przyznanych przez ministra spraw wojskowych;
- nadzór nad zaopatrzeniem wojska, znajdującego się na obszarze okręgu korpusu, we wszystko, co było mu należne według ustaw, regulaminów i rozporządzeń ministra spraw wojskowych;
- nadzór nad zaopatrzeniem magazynów na terenie okręgu korpusu;
- nadzór nad dokładnym i ścisłym stosowaniem we wszystkich służbach, ustaw i regulaminów oraz rozporządzenia ministra spraw wojskowych.

Działalnością administracyjno-techniczną każdej służby administracyjnej okręgu korpusu kierował z ramienia dowódcy korpusu szef tej służby w okręgu korpusu.
Szef służby okręgu korpusu podlegał dowódcy korpusu.
Szef służby okręgu korpusu otrzymywał odpowiednie kredyty budżetowe oraz zarządzał ich wydatkowaniem.
Okręgi korpusów dzieliły się pod względem administracyjnym na rejony administracyjne służb.

## Administracja wewnętrzna formacji wojskowych
Poszczególne formacje wojskowe otrzymywały potrzebne im zasoby od poszczególnych służb administracyjnych i zarządzały nimi samodzielnie.

## Kontrola administracji sił zbrojnych
Specjalny personel, zależny jedynie od ministra i stanowiący osobny korpus. Pełnił w imieniu Ministra Spraw Wojskowych kontrolę administracji sił zbrojnych. Stał on na straży interesów skarbu państwa i praw osobistych oraz nadzorował stosowanie we wszystkich służbach odnośnych ustaw, dekretów, regulaminów i rozporządzeń.